# Correns
Correns település Franciaországban, Var megyében. Lakosainak száma 891 fő (2022. január 1.). Correns Bras, Carcès, Châteauvert, Cotignac, Montfort-sur-Argens, Pontevès és Le Val községekkel határos.

## Népesség
A település népességének változása:
| Lakosok száma | 868  | 893  | 915  | 903  | 912  | 906  | 902  | 897  | 891  |
|               | 2013 | 2015 | 2016 | 2017 | 2018 | 2019 | 2020 | 2021 | 2022 |